# Дискография Five Finger Death Punch
Дискография американской грув-метал-группы Five Finger Death Punch насчитывает 9 студийных альбомов, 2 сборника, один мини-альбом и 38 синглов. Группа образовалась в 2005 году в Лас-Вегасе, США. В составе группы 5 участников: вокалист Айвен Муди, ритм-гитарист Золтан Батори, соло-гитарист Энди Джеймс, бас-гитарист Крис Кейл и барабанщик Чарли Энген.

## Альбомы

### Студийные альбомы
| №                                                       | Альбом                                                            | Детали                                                                                                | Высшая позиция | Высшая позиция | Высшая позиция | Высшая позиция | Высшая позиция | Высшая позиция | Высшая позиция | Высшая позиция | Высшая позиция | Высшая позиция | Сертификат                                                        |
| №                                                       | Альбом                                                            | Детали                                                                                                | US             | Hard Rock      | Rock           | AUS            | AUT            | CAN            | FIN            | GER            | SWE            | UK             | Сертификат                                                        |
| ------------------------------------------------------- | ----------------------------------------------------------------- | --- | -------------- | -------------- | -------------- | -------------- | -------------- | -------------- | -------------- | -------------- | -------------- | -------------- | ----------------------------------------------------------------- |
| 1                                                       | The Way of the Fist                                               | - Выход: 31 июля 2007 года - Лейбл: The Firm - Форматы: CD, цифровая дистрибуция                      | 107            | 16             | —              | —              | —              | —              | 28             | —              | —              | —              | - : Золотой - : Золотой                                           |
| 2                                                       | War Is the Answer                                                 | - Выход: 22 сентября 2009 года - Лейбл: Prospect Park - Форматы: CD, LP, цифровая дистрибуция         | 7              | 3              | 4              | —              | —              | 46             | 14             | —              | —              | 64             | - : Платиновый - : Золотой - : Серебряный                         |
| 3                                                       | American Capitalist                                               | - Выход: 11 октября 2011 года - Лейбл: Prospect Park - Форматы: CD, LP, цифровая дистрибуция          | 3              | 2              | 2              | 50             | —              | 6              | 14             | 74             | —              | 57             | - : Платиновый - : Золотой                                        |
| 4                                                       | The Wrong Side of Heaven and the Righteous Side of Hell, Volume 1 | - Выход: 30 июля 2013 года - Лейбл: Prospect Park - Форматы: CD, LP, цифровая дистрибуция             | 2              | 1              | 1              | 13             | 5              | 3              | 7              | 4              | 14             | 21             | - : Платиновый - : Золотой - : Серебряный                         |
| 5                                                       | The Wrong Side of Heaven and the Righteous Side of Hell, Volume 2 | - Выход: 19 ноября 2013 года - Лейбл: Prospect Park - Форматы: CD, LP, цифровая дистрибуция           | 2              | 1              | 1              | 29             | 17             | 6              | —              | 13             | 24             | 44             | - : Золотой - : Золотой                                           |
| 6                                                       | Got Your Six                                                      | - Выход: 4 сентября 2015 года - Лейбл: Prospect Park - Форматы: CD, LP, цифровая дистрибуция          | 2              | 1              | 1              | 3              | 5              | 3              | 3              | 5              | 5              | 6              | - : Платиновый - : Золотой - : Серебряный - : Золотой - : Золотой |
| 7                                                       | And Justice for None                                              | - Выход: 18 мая 2018 года - Лейбл: Prospect Park - Форматы: CD, LP, CS, цифровая дистрибуция          | 4              | 1              | 1              | 4              | 1              | 4              | 2              | 1              | 4              | 7              | - : Золотой - : Золотой                                           |
| 8                                                       | F8                                                                | - Выход: 28 февраля 2020 года - Лейбл: Better Noise Music - Форматы: CD, LP, цифровая дистрибуция     | 8              | 1              | 2              | 2              | 2              | 10             | 1              | 2              | 9              | 7              |                                                                   |
| 9                                                       | AfterLife                                                         | - Выход: 19 августа 2022 года - Лейбл: Better Noise Music - Форматы: CD, LP, CS, цифровая дистрибуция | 10             | 1              | 2              | 6              | 3              | 26             | 1              | 3              | 12             | 19             |                                                                   |
| «—» означает, что альбом не попал в чарт в этой стране. |                                                                   | |                |                |                |                |                |                |                |                |                |                |                                                                   |

### Сборники
| №                                                       | Альбом                            | Детали                                                                                          | Высшая позиция | Высшая позиция | Высшая позиция | Высшая позиция | Высшая позиция | Высшая позиция | Высшая позиция | Высшая позиция | Высшая позиция | Сертификат     |
| №                                                       | Альбом                            | Детали                                                                                          | US             | Hard Rock      | Rock           | AUS            | AUT            | CAN            | GER            | SWE            | UK             | Сертификат     |
| ------------------------------------------------------- | --------------------------------- | ----------------------------------------------------------------------------------------------- | -------------- | -------------- | -------------- | -------------- | -------------- | -------------- | -------------- | -------------- | -------------- | -------------- |
| 1                                                       | A Decade of Destruction           | - Выход: 1 декабря 2017 года - Лейбл: Prospect Park - Форматы: CD, LP, CS, цифровая дистрибуция | 29             | 1              | 2              | 30             | 52             | 30             | 36             | 45             | 97             | - : Серебряный |
| 2                                                       | A Decade of Destruction, Volume 2 | - Выход: 9 октября 2020 года - Лейбл: Prospect Park - Форматы: CD, LP, цифровая дистрибуция     | 130            | 8              | 20             | 98             | 56             | —              | 46             | —              | —              |                |
| «—» означает, что альбом не попал в чарт в этой стране. |                                   |                                                                                                 |                |                |                |                |                |                |                |                |                |                |

### Мини-альбомы
| Альбом             | Детали                                                                           |
| ------------------ | -------------------------------------------------------------------------------- |
| Pre-Emptive Strike | - Выход: 31 июля 2007 года - Лейбл: The Firm - Форматы: CD, цифровая дистрибуция |

## Синглы
| 2007                                     | «The Bleeding»                                                             | —   | —  | —  | 9  | —  | —  | —  |                            | The Way of the Fist                                               |
| 2008                                     | «Never Enough»                                                             | —   | —  | —  | 9  | —  | —  | —  |                            | The Way of the Fist                                               |
| 2008                                     | «Stranger than Fiction»                                                    | —   | —  | —  | 16 | —  | —  | —  |                            | The Way of the Fist                                               |
| 2009                                     | «Hard to See»                                                              | —   | 40 | —  | 8  | 26 | —  | —  |                            | War Is the Answer                                                 |
| 2009                                     | «Walk Away»                                                                | —   | 31 | —  | 7  | 21 | —  | —  |                            | War Is the Answer                                                 |
| 2009                                     | «Dying Breed»                                                              | —   | —  | —  | —  | —  | —  | —  |                            | War Is the Answer                                                 |
| 2010                                     | «No One Gets Left Behind»                                                  | —   | —  | —  | —  | —  | —  | —  |                            | War Is the Answer                                                 |
| 2010                                     | «Bad Company»                                                              | 106 | 26 | 5  | 2  | 7  | 17 | —  | - : Платиновый             | War Is the Answer                                                 |
| 2010                                     | «Far from Home»                                                            | 119 | 29 | 4  | 4  | 14 | —  | 39 |                            | War Is the Answer                                                 |
| 2011                                     | «Under and Over It»                                                        | 77  | 31 | 1  | 6  | 20 | —  | —  |                            | American Capitalist                                               |
| 2011                                     | «Back for More»                                                            | —   | —  | 3  | —  | —  | —  | —  |                            | American Capitalist                                               |
| 2011                                     | «Remember Everything»                                                      | 123 | 25 | 2  | 2  | 9  | 45 | —  |                            | American Capitalist                                               |
| 2012                                     | «Coming Down»                                                              | —   | —  | 6  | 1  | 14 | 47 | —  |                            | American Capitalist                                               |
| 2012                                     | «The Pride»                                                                | —   | —  | 21 | 12 | —  | —  | —  |                            | American Capitalist                                               |
| 2013                                     | «Lift Me Up»                                                               | —   | —  | 1  | 1  | 19 | —  | —  |                            | The Wrong Side of Heaven and the Righteous Side of Hell, Volume 1 |
| 2013                                     | «Battle Born»                                                              | —   | —  | 1  | 1  | 27 | 10 | —  |                            | The Wrong Side of Heaven and the Righteous Side of Hell, Volume 2 |
| 2014                                     | «House of the Rising Sun»                                                  | —   | —  | 1  | 7  | 26 | —  | —  |                            | The Wrong Side of Heaven and the Righteous Side of Hell, Volume 2 |
| 2014                                     | «Mama Said Knock You Out»                                                  | —   | —  | 9  | —  | —  | —  | —  |                            | The Wrong Side of Heaven and the Righteous Side of Hell, Volume 1 |
| 2014                                     | «Wrong Side of Heaven»                                                     | —   | 1  | 1  | 11 | 12 | —  | —  | - : Серебряный - : Золотой | The Wrong Side of Heaven and the Righteous Side of Hell, Volume 1 |
| 2015                                     | «Jekyll and Hyde»                                                          | —   | 1  | 1  | 12 | 17 | —  | —  |                            | Got Your Six                                                      |
| 2015                                     | «Wash It All Away»                                                         | —   | —  | 7  | 1  | 19 | —  | —  |                            | Got Your Six                                                      |
| 2016                                     | «My Nemesis»                                                               | —   | —  | —  | 2  | 34 | —  | —  |                            | Got Your Six                                                      |
| 2016                                     | «I Apologize»                                                              | —   | —  | 4  | 4  | 20 | 43 | —  |                            | Got Your Six                                                      |
| 2017                                     | «Trouble»                                                                  | —   | —  | 1  | 5  | 10 | —  | —  |                            | A Decade of Destruction                                           |
| 2017                                     | «Gone Away»                                                                | —   | —  | 1  | 2  | 9  | —  | —  |                            | A Decade of Destruction                                           |
| 2018                                     | «Fake»                                                                     | —   | —  | 3  | —  | 29 | —  | —  |                            | And Justice for None                                              |
| 2018                                     | «Sham Pain»                                                                | —   | —  | 2  | 1  | 14 | 38 | —  |                            | And Justice for None                                              |
| 2018                                     | «When the Seasons Change»                                                  | —   | —  | 1  | 1  | 17 | 36 | —  |                            | And Justice for None                                              |
| 2018                                     | «Blue on Black (feat. Kenny Wayne Shepherd, Brantley Gilbert & Brian May)» | 66  | —  | 1  | 1  | 2  | 6  | —  | - : Платиновый             | And Justice for None                                              |
| 2019                                     | «Inside Out»                                                               | —   | —  | 1  | 1  | 3  | 48 | —  |                            | F8                                                                |
| 2020                                     | «Full Circle»                                                              | —   | —  | 1  | —  | 19 | —  | —  |                            | F8                                                                |
| 2020                                     | «Living the Dream»                                                         | —   | —  | 1  | 1  | 18 | 47 | —  |                            | F8                                                                |
| 2020                                     | «A Little Bit Off»                                                         | —   | —  | 1  | 1  | 8  | 22 | —  | - : Платиновый - : Золотой | F8                                                                |
| 2021                                     | «Darkness Settles In»                                                      | —   | —  | 9  | 1  | 23 | 35 | —  |                            | F8                                                                |
| 2022                                     | «AfterLife»                                                                | —   | —  | 1  | 1  | 28 | 40 | —  |                            | AfterLife                                                         |
| 2022                                     | «IOU»                                                                      | —   | —  | 3  | —  | 37 | —  | —  |                            | AfterLife                                                         |
| 2022                                     | «Welcome To The Circus»                                                    | —   | —  | 1  | 1  | 35 | —  | —  |                            | AfterLife                                                         |
| 2022                                     | «Times Like These»                                                         | —   | —  | 10 | 1  | 44 | 40 | —  |                            | AfterLife                                                         |
| «—» означает, что сингл не попал в чарт. |                                                                            |     |    |    |    |    |    |    |                            |                                                                   |

## Видеоклипы
| Год  | Песня                                                                         | Режиссёр(ы)                    |
| ---- | ----------------------------------------------------------------------------- | ------------------------------ |
| 2007 | «The Bleeding»                                                                | Брэдли Скотт                   |
| 2008 | «Never Enough»                                                                | Александр Агата                |
| 2008 | «The Way of the Fist»                                                         | Эссекс Скалли                  |
| 2009 | «Hard to See»                                                                 | Мэтт Силверман                 |
| 2010 | «Bad Company»                                                                 | Золтан Батори                  |
| 2011 | «Under and Over It»                                                           | Этан Маникис                   |
| 2012 | «Remember Everything»                                                         | Эмиль Левиссети                |
| 2012 | «Coming Down»                                                                 | Ник Петерсон                   |
| 2012 | «The Pride»                                                                   | Этан Маникис                   |
| 2013 | «Battle Born»                                                                 | Скотт Кэрол                    |
| 2014 | «House of the Rising Sun»                                                     | Золтан Батори                  |
| 2014 | «Wrong Side of Heaven»                                                        | Ник Петерсон                   |
| 2015 | «Jekyll and Hyde»                                                             | Five Finger Death Punch        |
| 2015 | «Wash It All Away»                                                            | Уэйн Ишам                      |
| 2016 | «My Nemesis»                                                                  | Ник Петерсон                   |
| 2016 | «I Apologize»                                                                 | Натан Кокс                     |
| 2017 | «Gone Away»                                                                   | Ник Петерсон                   |
| 2018 | «Sham Pain»                                                                   | Роб Андерсон                   |
| 2018 | «When the Seasons Change»                                                     | Ник Петерсон                   |
| 2018 | «Blue on Black»                                                               | Дэйл Рестегини                 |
| 2019 | «Blue on Black» (feat. Kenny Wayne Shepherd, Brantley Gilbert, and Brian May) | Золтан Батори                  |
| 2019 | «Inside Out»                                                                  | Wombat Fire                    |
| 2020 | «A Little Bit Off»                                                            | Роб Андерсон                   |
| 2020 | «Living the Dream»                                                            | Ник Петерсон                   |
| 2021 | «Darkness Settles In»                                                         | Майкл Су                       |
| 2022 | «The Tragic Truth»                                                            | Ник Петерсон                   |
| 2022 | «Times Like These» (1)                                                        | Неизвестно                     |
| 2022 | «Times Like These» (2)                                                        | Дейл Рестегини и Золтан Батори |
| 2022 | «Welcome To The Circus»                                                       | Дейл Рестегини и Золтан Батори |